# 菲兰德·C·诺克斯

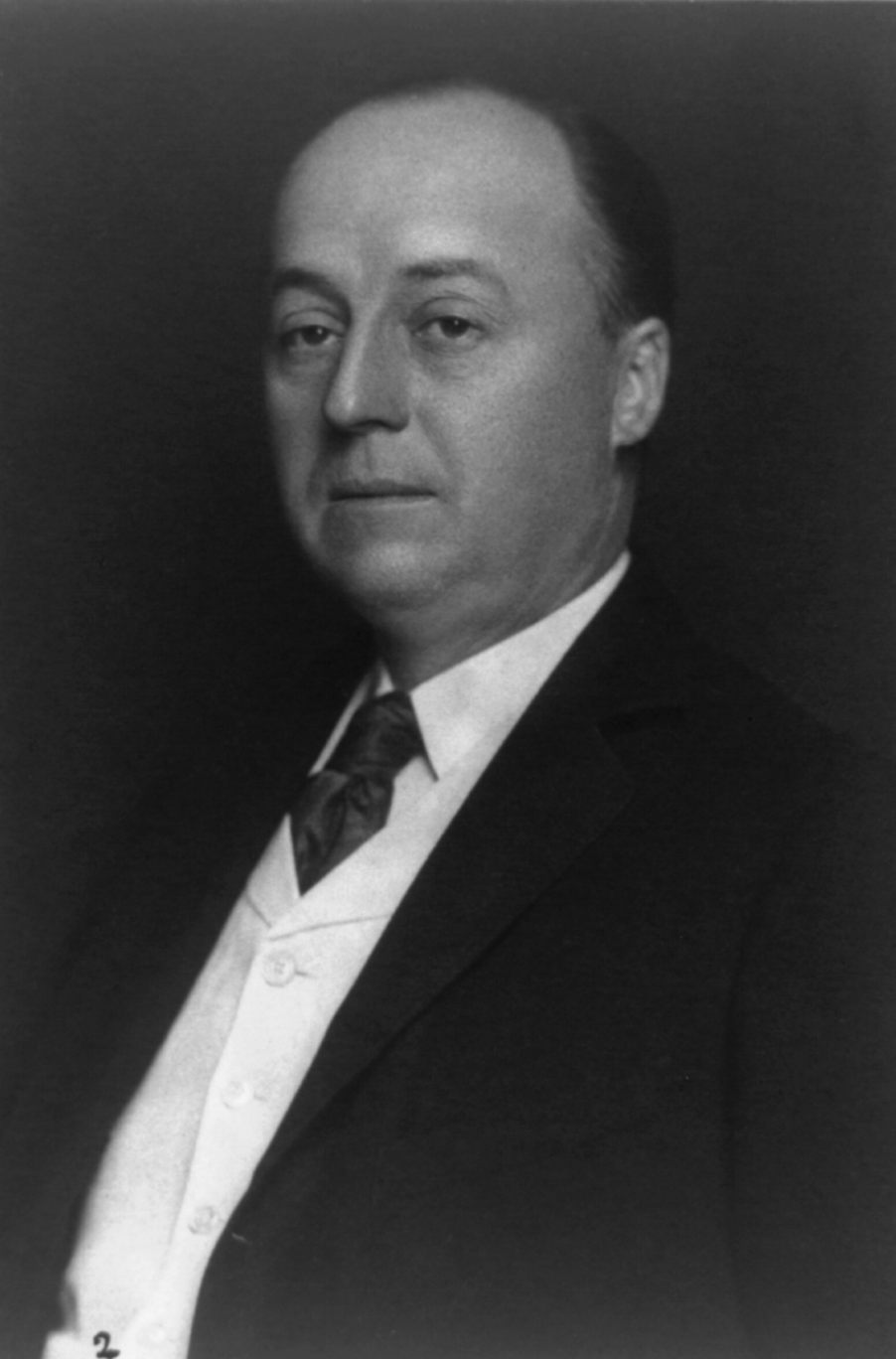
菲兰德·C·诺克斯

菲兰德·蔡斯·诺克斯（Philander Chase Knox，1853年5月6日—1921年10月12日），美国律师、政治家，曾任美国司法部长和美国国务卿。
| 前任： 罗伯特·培根   | 美国国务卿 1909年-1913年   | 繼任： 威廉·詹宁斯·布赖恩 |
| 前任： 约翰·W·格里吉 | 美国司法部长 1901年-1904年 | 繼任： 威廉·亨利·穆迪     |